# الصقرة (الأردن)
الصقرة هي منطقة تقع في محافظة عمان شمال غرب الأردن.
```
                                                        
```